# Гудзенко Костянтин Наумович
Гудзенко Костянтин Наумович (22 травня 1913, с. Маслове Шполянського району, Черкаська область — пом. 2 серпня 2008) — український педагог, краєзнавець. Член Всеукраїнської спілки краєзнавців України (1980). Почесний громадянин м. Кам'янка, лауреат районної премії імені Марії Шкаліберди (2005). Нагороджений орденом «За заслуги» ІІІ ступеня (2008).

### Життєпис
У липні 1914 р. з батьками переїхав до с. Коханівка Кам'янського району. Закінчив чотирикласну школу в с. Коханівка та Красносільську семирічку. Закінчив Кам'янські курси бухгалтерів, працював рахівником сільської кооперації.
З серпня 1931 р. студент Єлисаветградського педагогічного технікуму. З 1931 р. співпрацює з районною газетою. На початку 1933 р. поступив на роботу вчителем Будківської школи на Смілянщині. Після технікуму викладав математику й фізику у школі с. Бовтишка на Кіровоградщині.
Закінчив Кіровоградський державний педагогічний інститут (1940), історико-географічний факультет Одеського державного педагогічного інституту (1951).
Під час німецько-радянської війни служив на польовому аеродромі 17 авіадивізії зв'язківцем 316 авіабази, що обслуговувала цю дивізію. В бою був поранений, знаходився в польовому госпіталі. Під час захоплення німцями госпіталю, потрапив у полон. Втік з полону. Два тижні добирався до сім'ї в с. Лузанівка Кам'янського району. Під час відходу німців знову потрапив у полон, втік. З 1944-го р. на фронті. Нагороджений 19-ма медалями та 2-ма орденами, зокрема Орденом Вітчизняної війни другого ступеня, медаллю «За відвагу».
З 1946 по 1948 р. працював заступником директора і вчителем фізики Лузанівської середньої школи, згодом працював директором Баландинської семирічної школи № 2, викладав фізику в інших школах Кам'янського району.
З 1954 р. співпрацює з обласними газетами «Черкаська правда» (нині «Черкаський край»), «Молодь Черкащини», «Нова доба»
Ініціатор відкриття у с. Коханівка Кам'янського району першого в районі пам'ятника жертвам голодомору (квітень 1990 р.). Ініціатор встановлення погруддя Т. Г. Шевченка в м. Кам'янка.

### Праці
- «Трагічні голоси» (1993),
- «Мій родовід» (1999),
- «Крізь призму пережитого»
- «Місто на скалистих берегах Тясмину» (у співавторстві).